# 84ª Squadriglia
La 84ª Squadriglia del Corpo Aeronautico era un reparto di volo italiano operativo nel luglio 1917 e disciolto nel novembre 1917.
La squadriglia, fu operativa dalla prima guerra mondiale.

## Storia

### Prima guerra mondiale
La 84ª Squadriglia Nieuport nasce nel giugno 1917 al Campo di aviazione di Arcade ed il 2 luglio va a Santa Maria la Longa nel I Gruppo comandata dal Capitano Giovanni Fancello che dispone di altri 5 piloti tra cui il Sergente Maggiore Leonida Schiona sui Nieuport 11.
Il 14 luglio Schiona dopo aver finito un caricatore contro un aereo su Duino lo vede planare ed in seguito arriva anche il brigadiere Ernesto Cabruna.
Fancello muore in un incidente di volo il 22 luglio ed il 26 settembre il reparto va ad Aiello del Friuli.
Dopo la Battaglia di Caporetto il 26 ottobre ripiega su Comina (Friuli-Venezia Giulia) quando aveva 11 Ni XI 80 hp ed i suoi piloti riportano solo 2 Ni.11 in quanto occupati a salvare i caccia migliori della 77ª Squadriglia aeroplani e della 80ª Squadriglia caccia.
Viene quindi sciolta l'11 novembre 1917.

### La Regia Aeronautica
Nell'autunno 1924 era all'Aeroporto di Ciampino inquadrata nel 7º Gruppo Autonomo Caccia Terrestre del 1º Stormo caccia della Regia Aeronautica.
Il 25 dicembre 1925 il Gruppo entra nel 2º Stormo ed il 10 gennaio 1927 il Gruppo esce dallo Stormo per diventare autonomo ed alla fine del 1929 adotta i nuovi Fiat C.R.20. Nel 1930 diventa VII Gruppo Autonomo da Caccia, con sede a Ciampino.
Il 1º giugno 1931 era sull'Aeroporto di Udine-Campoformido nel 10º Gruppo sui C.R.20 per formare il neocostituito 4º Stormo Caccia.
Nel settembre dello stesso anno il Gruppo viene trasferito sull'aeroporto di Merna a Gorizia dove riceve i nuovi Fiat C.R.Asso. Nel 1933 il Gruppo riceve i nuovi Fiat C.R.30. Due anni più tardi riceve i nuovi Fiat C.R.32. 
Nel dicembre 1938 arriva il Sergente Maggiore Ugo Corsi e nel 1939 il Gruppo fa la conversione sul Fiat C.R.42.

### Seconda guerra mondiale
Al 10 giugno 1940 era nel 10º Gruppo Autonomo Caccia sui Fiat C.R.42 nella 14ª Brigata Aerea “Rex” del campo T2 dell'Aeroporto di Tobruk dell'Aeronautica della Libia - Est.
Il 28 luglio, Franco Lucchini ed il sergente Giovanni Battista Ceoletta della 90ª Squadriglia e Giuseppe Scaglioni della 84ª Squadriglia decollavano dalla Base aerea Gamal Abd el-Nasser di El-Adem, per intercettare una formazione di Bristol Blenheim. I tre piloti italiani abbattevano quindi il Blenheim (K7178) del 30 Squadron della RAF, che si schiantò al suolo uccidendo tutto l'equipaggio, e danneggiavano pesantemente un altro Blenheim del 113 Squadron RAF.
Nel gennaio 1941 il 10º Gruppo rientrò in Italia per essere riequipaggiato con i monoplani Aermacchi C.200 Saetta, operando poi dall’aeroporto di Ronchi dei Legionari, contro la Jugoslavia, nell’aprile dello stesso anno., Il 16 giugno 1941, al seguito del 10º Gruppo, si trasferì in Sicilia per l’inizio delle operazioni contro l’isola di Malta.
Il 27 settembre prende parte all'Operazione Halberd spostando 6 M.C.200 tra cui quello del S.Ten. Luigi Giannella dall'Aeroporto di Catania-Fontanarossa all'Aeroporto di Trapani-Milo.
Luigi Monti (aviatore) il 30 ottobre 1941 lasciò il comando della Squadriglia al capitano Lucchini.
L'unità venne inviata ad Udine per essere riequipaggiata con i caccia Macchi M.C.202. Il 3 aprile 1942, il 4º Stormo iniziava a tornare in Sicilia, dove era stato basato nel novembre e nel dicembre del 1941, con l'arrivo del 10º Gruppo, proveniente da Roma-Ciampino, a Castelvetrano. L'unità, forte di 26 nuovi Macchi M.C.202, era guidata da Lucchini, al momento accreditato dell'abbattimento di 14 aerei nemici, più uno in collaborazione.
Il 9 maggio Lucchini guidò su Malta altri 15 piloti su Macchi 202, di scorta a cinque CANT Z.1007bis. Trentatré Supermarine Spitfire attaccarono la formazione. La RAF dichiarò l'abbattimento di 3 bombardieri e un caccia. In realtà tutti gli aerei italiani rientrarono alla base, con solo un "Folgore" colpito da un proiettile da 20 mm. Lucchini (come l'asso Teresio Martinoli e un altro pilota), rivendicò un Supermarine abbattuto, ma la RAF non dichiarò perdite. Il giorno dopo, durante una missione di scorta di 15 Folgore e dieci Reggiane Re.2001 a cinque CANT Z.1007, 18 Spitfire ed altri aerei da caccia britannici attaccarono la grande formazione italiana e Lucchini rivendicò il "probabile" abbattimento di un altro Spitfire.
Il 15 maggio, Lucchini decollava con altri 29 Macchi del 9º e 10º Gruppo per scortare tre Savoia Marchetti S.M. 84 diretti a bombardare baraccamenti della Baia di San Paolo. Dopo il bombardamento cinque Spitfire si lanciarono contro i bombardieri ma venivano intercettati dalla scorta e Lucchini ne attaccava uno e lo abbatteva. Subito dopo Lucchini ingaggiava combattimento con altri Spitfire, mitragliandone "efficacemente" uno.
Il 22 maggio 1942 l'intero 4º Stormo, dopo aver riequipaggiato i suoi caccia con filtri di aspirazione tropicalizzati, venne nuovamente inviato in Nord Africa, presso l'Aeroporto di Martuba per partecipare all'offensiva italo-tedesca dal generale Erwin Rommel contro le truppe inglesi.
Nel pomeriggio del 4 giugno, Lucchini con altri quattro 202 del 10º Gruppo attacca, nel cielo di Bir Hacheim, una formazione di 30 tra P-40 e Hawker Hurricane: due P-40 (uno da lui) e quattro Hurricane sono abbattuti. Il 17 giugno abbatteva un altro P-40 su Sidi Rezegh.
Il 10 luglio 1942, Lucchini guidava altri 10 Macchi 202 dell'84ª Squadriglia, prima di scorta a dei C.R.42 del 158º Gruppo nell'area di El Alamein, e poi in una missione di caccia libera. Lucchini avvistò una formazione di 15 P-40 e portò la sua formazione all'attacco. I Curtiss formarono un cerchio difensivo Lufbery. Dopo trenta minuti, esaurite le munizioni, i Macchi tornarono alla base. Lucchini rivendicò l'abbattimento di un P-40 (altri sette vennero dichiarati abbattuti dai piloti della sua formazione e della 90ª Squadriglia). 
Il 5 agosto, guidato dal radar tedesco Freya decollò con una formazione di 12 Macchi della 84ª Squadriglia e della 90ª Squadriglia, per intercettare dei bombardieri nemici. Venne guidato verso est, fino a 20 km da Alessandria d'Egitto, ma non entrarono in contatto con i bombardieri. Sulla rotta del ritorno, i piloti italiani avvistarono ed attaccarono una quindicina di Hurricane e P-40, abbattendone tre (uno assegnato a Lucchini).
Il 2 settembre, alle 06:00, Lucchini era in volo con altri 17 Macchi del 10º Gruppo guidati dal Maggiore Giuseppe D'Agostinis in una missione di caccia libera. Incontrarono due formazioni di 18 Douglas Boston e una di 12, scortati da trentacinque Spitfire sull'area di Bir Mseilikh. Nel combattimento che ne seguì Lucchini dichiarò l'abbattimento di un Boston e di uno Spitfire.
Gli operatori del radar Freya,  il 20 ottobre tardarono ad identificare una numerosa formazione di aerei alleati e Lucchini, con altri 13 piloti del 4º Stormo, intercettarono 24 Boston e Lockheed Hudson ancora in azione su Fuka, scortati da 30 P-40s e 20 Spitfire. Lucchini danneggiò un Hudson (l'intero 4º Stormo rivendicò l'abbattimento di 24 aerei nemici) ma il suo M.C.202 fu danneggiato da un colpo di cannoncino da 20mm e fu costretto a compiere un atterraggio di emergenza.
Il 24 ottobre 1942, Lucchini venne ferito ad un braccio e alle gambe durante una missione di volo.
Dal 1º settembre 1943 all'aprile 1946 era al comando di Alessandro Mettimano.
Alla data dell'armistizio dell'8 settembre 1943 era nel X Gruppo a Castrovillari con 3 M.C.205 ed in seguito prese parte alle successive operazioni belliche durante la guerra di liberazione, in forza all'Italian Co-Belligerent Air Force.
Al 2 maggio 1945 era all'Aeroporto di Lecce-Galatina con gli MC 205.